# Area di libero scambio dell'ASEAN
L'Area di libero scambio dell'ASEAN (ASEAN Free Trade Area, AFTA) fu creata nel 1992 sulla base di un trattato internazionale sottoscritto dai paesi  dell'ASEAN. L'accordo consisteva in una riduzione progressiva ed il successivo annullamento dei dazi doganali tra i paesi sottoscrittori. Il trattato si è perfezionato dopo varie revisioni dell'accordo nel 2010 per i membri fondatori e nel 2015 per i restanti cinque.
Gli obiettivi principali dell'AFTA sono:
- Aumentare il vantaggio competitivo dell'ASEAN quale base produttiva nel mercato mondiale attraverso l'eliminazione, all'interno dell'ASEAN, di tariffe e barriere non tariffarie
- Attirare più investimenti esteri all'interno l'ASEAN.

## Lo schema CEPT
Il meccanismo principale per raggiungere tali obiettivi è il regime tariffario preferenziale comune CEPT (Common Effective Preferential Tariff). A differenza dell'UE, l'AFTA non applica un sistema tariffario comune alle merci importate da fuori dell'area. Ciascun membro dell'ASEAN può imporre dazi sulle merci importate dall'esterno dell'ASEAN in base ai suoi programmi nazionali. Tuttavia, per le merci originarie dell'ASEAN, i membri dell'ASEAN devono applicare una riduzione tariffaria. Ai membri entrati più recentemente nell'ASEAN: Cambogia, Laos, Myanmar e Vietnam, noti anche come paesi CMLV, è stato concesso un periodo aggiuntivo transitorio per attuare la riduzione delle aliquote.

## Accordi di libero scambio con stati individuali
L'AFTA ha singoli accordi di libero scambio con l'Australia, Nuova Zelanda, Repubblica Popolare Cinese, Corea del Sud e Giappone.